# Chiesa di San Jacopino
La chiesa di San Jacopo in Polverosa, detta popolarmente San Jacopino, è un luogo di culto cattolico che si trova appena fuori dal centro di Firenze, in via Benedetto Marcello al numero 24. Dà il nome al quartiere fiorentino di San Jacopino.

## Storia e descrizione
La chiesa esisteva sin dal Duecento nell'attuale piazza San Jacopino lungo la via Cassia. Ne ebbe il patronato Salvi di Benincasa, che la donò al convento di Santa Maria Novella, da cui dipese fino al Settecento. Anticamente veniva detta "San Jacopo della Burella", poi San Jacopino perché dedicata a Jacopo "minore", ossia san Giacomo minore apostolo.
Nel 1781 divenne parrocchia ed accolse sotto la propria giurisdizione coloro che abitavano nel rione fuori le mura, prendendo abitazioni dalle parrocchie di San Donato in Polverosa (dalla quale ereditò anche una parte del nome), di San Biagio a Petriolo, Santa Lucia sul Prato e Santa Maria Novella.
In quel tempo vi fu molto venerata un'immagine del Crocifisso con la Vergine e san Giovanni apostolo dolenti proveniente dalla chiesa di San Pier Maggiore distrutta nel 1793.
Aumentando la popolazione dopo l'abbattimento della mura, nel 1931 fu progettata dall'architetto Severino Crott l'attuale nuova chiesa in stile neoromanico, consacrata nel 1936. Venne consacrata dal cardinale Elia Dalla Costa stesso. La vecchia chiesa, colpita da un bombardamento nel 1944, fu demolita.
Attualmente per arrivare dalla nuova chiesa alla piazza di San Jacopino bisogna percorrere via Cimarosa, o via Bartolomeo Cristofori.

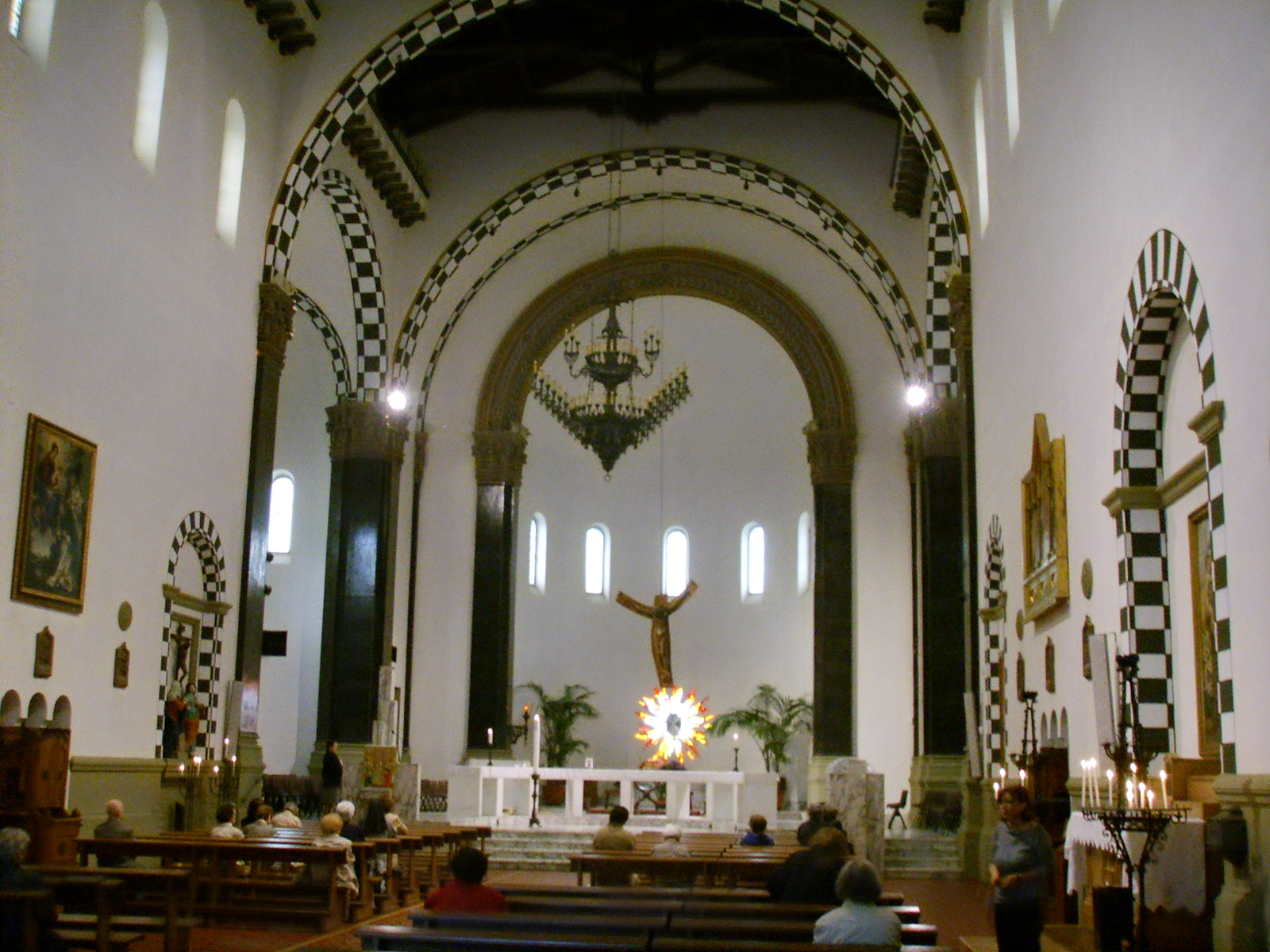
Interno
La vecchia chiesa in piazza San Jacopino, foto d'epoca
La vecchia chiesa in piazza San Jacopino, foto d'epoca